# Plumbaginoideae
Plumbaginoideae je potporodica vranjemilovki, zeljastog bilja i grmova raširenog po svim kontinentima. Sastoji se od tri, roda, tipični je Plumbago ili vranjemil.
Lledó & al. (1998, 2001) potvrdili su klasifikaciju Plumbaginaceae u dvije potporodice Plumbaginoideae Burnett i Limonioideae Reveal, koje se dobro razlikuju po morfološkim, kemijskim i molekularnim značajkama. Plumbaginoideae su uglavnom rasprostranjene u pantropskom području i obuhvaćaju četiri roda.. Ovaj četvrti rod je Dyerophytum Kuntze, a danas se vodi kao sinonim za Plumbago

## Rodovi
1. Ceratostigma Bunge
2. Plumbagella Spach
3. Plumbago Tourn. ex L.